# Lamellostreptus melinopus
Lamellostreptus melinopus är en mångfotingart som först beskrevs av Carl Graf Attems.  Lamellostreptus melinopus ingår i släktet Lamellostreptus och familjen Harpagophoridae. Inga underarter finns listade i Catalogue of Life.